# WHOIS
WHOIS je na TCP zasnovan protokol, ki se uporablja za ugotavljanje lastnika domene ali naslova IP na internetu.